# フェリペ・ジョルジ・ルーレイロ
フェリペ（Felipe）こと、フェリペ・ジョルジ・ルーレイロ（Felipe Jorge Loureiro、1977年9月2日 - ）は、ブラジル・リオデジャネイロ出身の元同国代表サッカー選手、サッカー指導者。現役時代のポジションはMF。

## 来歴
2002年にトルコのガラタサライSKに鳴り物入りで入団したが、ヨーロッパのサッカーになかなか馴染めず14試合出場にとどまり、1年でブラジルに帰国。しかし、CRフラメンゴで調子を上げ、コパ・アメリカ2004に招集を受けた。

## 獲得タイトル
- カンピオナート・ブラジレイロ・セリエA：1997、2000
- カンピオナート・カリオカ：1998、2004、2005
- コパ・アメリカ：2004